# ايجي ناكانو
ايجي ناكانو (بالكانا:なかの えいじ) هو مخرج وممثل ياباني، ولد في 5 ديسمبر 1904 بكورشي في اليابان، وتوفي في 6 سبتمبر 1990 بسبب سرطان المعدة.

## وصلات خارجية
- ايجي ناكانو على موقع IMDb (الإنجليزية)
- ايجي ناكانو على موقع ألو سيني (الفرنسية)
- ايجي ناكانو على موقع قاعدة بيانات الفيلم (الإنجليزية)
- ايجي ناكانو على موقع كينوبويسك (الروسية)